# تي هاري وليامز
تي هاري وليامز (بالإنجليزية: T. Harry Williams) هو مؤرخ وأستاذ جامعي ومؤلف أمريكي، ولد في 19 مايو 1909 في Vinegar Hill Township, Jo Daviess County, Illinois ‏ في الولايات المتحدة، وتوفي في 6 يوليو 1979 في باتون روج في الولايات المتحدة.